# Aganope
Aganope é um género botânico pertencente à família Fabaceae.